# Physalis viscosa
Il camambù (Physalis viscosa L., 1753) è una pianta della famiglia delle Solanacee, originaria del Sudamerica.
Ha un fiore giallo e un piccolo frutto rotondo e dolce, usato nella medicina tradizionale per le sue proprietà diuretiche.